# Comostola satoi
Comostola satoi là một loài bướm đêm trong họ Geometridae.